# Le Brassus
Le Brassus es una localidad de la municipalidad de Le Chenit en el valle de Joux (cantón de Vaud, Suiza), cerca de la frontera con Francia.
Le Brassus es el punto de partida norte de la carretera que atraviesa el puerto de montaña o Collado del Marchairuz. La carretera de Brassus, « Route de France » ("Ruta de Francia"), conduce a la localidad francesa de Bois-d'Amont. 
Es la sede de las marcas de relojes de alta gama Audemars Piguet y Blancpain.